# George Maciunas

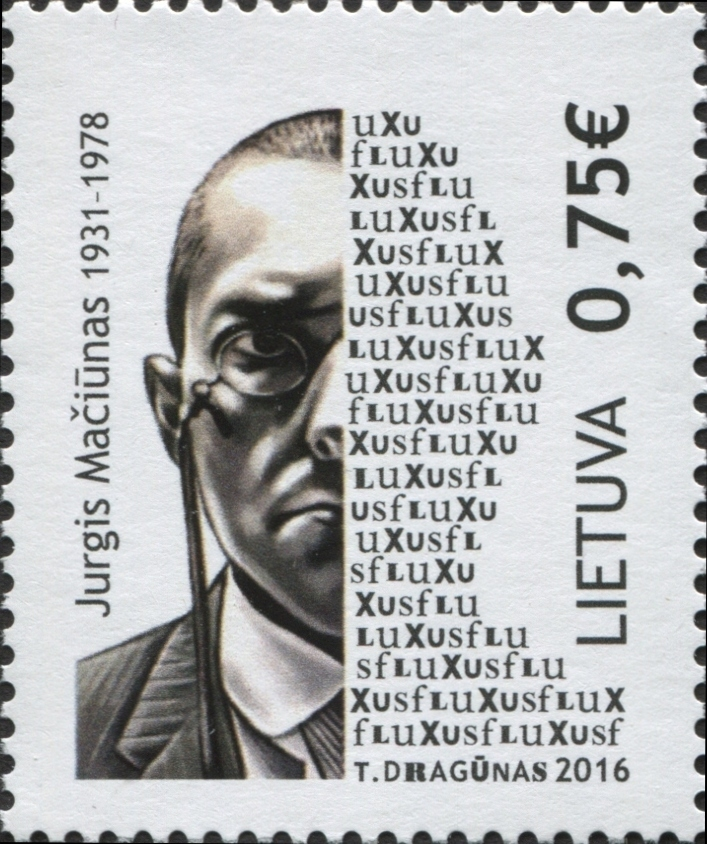
George Maciunas

George Maciunas (Jurgis Mačiūnas) (* 8. November 1931 in Kaunas; † 9. Mai 1978 in Boston) war ein US-amerikanischer Künstler litauischer Abstammung. Er war Mitbegründer, Theoretiker und Propagandist der Fluxusbewegung.

## Leben

### Frühe Jahre
George Maciunas wurde im November 1931 in Kaunas in Litauen, als zweites Kind, neben seiner um ein Jahr jüngeren Schwester Nijole, des litauischen Architekten und Spezialisten für E-Kraftwerke Alexander M. Maciunas und der Russin Leokadija Maciunas, einer ehemaligen Balletttänzerin an der litauischen Staatsoper, geboren. Aus Angst vor der russischen Armee floh die Familie 1944 mit den abziehenden deutschen Soldaten von Kaunas nach Deutschland und ließ sich 1947 in Bad Nauheim nieder. Sein Vater konnte in der amerikanisch besetzten Zone als Elektriker bei Siemens-Schuckert in Frankfurt am Main arbeiten. 1946 besuchte Maciunas das Ernst-Ludwig-Gymnasium in Bad Nauheim und fiel durch Talente im Zeichen- und Mathematikunterricht auf. Zwei Jahre später, im Jahre 1948, emigrierte die Familie in die USA und lebte für mehrere Jahre in einer Einwanderersiedlung auf Long Island. Sein Vater erhielt eine Professur am City College of New York.

### Studium
Von 1949 bis 1952 studierte Maciunas Bildende Kunst, Graphik und Architektur an der Cooper Union School of Art in New York City. Darauf folgte von 1952 bis 1954 ein Studium der Architektur und Musikwissenschaft am Carnegie Institute of Technology in Pittsburgh, Pennsylvania. Im Jahre 1954 starb sein Vater. Nach der Heirat der Schwester wurde das Haus auf Long Island verkauft und Maciunas zog mit seiner Mutter nach Manhattan in die 86th Street um. Von 1955 bis 1960 erweiterte Maciunas sein Studium in Kunstgeschichte an der New York University, Institute of Fine Arts und arbeitete nach seinem Abschluss als Designer für die Knoll Associates in New York. Parallel dazu besuchte er von 1959 bis 1960 die Kompositionsklasse von Richard Maxfield an der New School of Social Research, wo er u. a. Bekanntschaft mit La Monte Young, George Brecht, Al Hansen, Dick Higgins, Allan Kaprow, Jackson Mac Low und Yoko Ono machte.

### Das MagazinFluxus
Im Oktober 1960 traf sich Maciunas mit Freunden, darunter die litauischen Galeriebesitzer Almus Salcius (Almus Galerie) und Jonas Mekas, um einen litauischen Kulturklub zu gründen. Stattdessen beschlossen sie, in Zusammenarbeit mit jungen Künstlern und Komponisten aus dem Umfeld von John Cage, ein Magazin zu publizieren. Auf der Suche nach dem passenden Namen einigten sie sich im Sommer 1961 auf den Namen Fluxus, weil die Worte „Rysys“, litauisch für Union, und „Influx“ für unpassend empfunden wurden. Die medizinische Bedeutung der fließenden Darmentleerung war ihnen zu diesem Zeitpunkt bereits bekannt, was aus einem Gespräch mit ihm und Yoko Ono, gehalten im Juli 1961, hervorgeht. Er erzählte Ono von dem Wort Fluxus und las ihr eine Definition aus einem Lexikon vor:
FLUXUS
Reinigen. Flüssige Entladung, vor allem exzessive Entladung der Gedärme oder anderer Körperteile. Kontinuierliches Bewegen oder Vergehen wie etwa bei einem fliessenden Strom, ein Strom; üppiger Fluss, die Strömung der ans Ufer rollenden Flut, Substanz oder Mixtur wie Silikate, Kalk oder Flußspat, die zur Verschmelzung vor allem von Metallen oder Mineralien verwendet werden.
Maciunas kaufte im Auftrag der Gruppe eine IBM-Schreibmaschine und entwarf ein Layout für das Magazin. Er dachte dabei an ein großformatiges Magazin. Im Dezember 1961 hatte er sechs Nummern, im Januar 1962 sieben Jahrbücher geplant. Das von ihm geplante Magazin wurde nie veröffentlicht, da ökonomische Probleme bestanden und eine Beteiligung der meisten Musiker nicht gewünscht war. So produzierte Maciunas nur Fluxus I, fertiggestellt 1964, sowie weitere Produktionen bis ins Jahr 1975.

### Almus GalerieundAG-Galerie
Bei einem weiteren Treffen im November 1960 beschlossen Almus Salcius und Maciunas, die Almus Galerie zu erweitern. Einen Monat später fanden sie passende Geschäftsräume in der Madison Avenue 925, in der Nähe der Park-Bernet Galerien. Die Galerie wurde AG-Gallery, für Almus und George, benannt. Für den Unterhalt sollten die dort ausgestellten Künstler mitaufkommen, zudem versuchte Maciunas durch Handel mit seltenen Musikinstrumenten, Büchern und Delikatessen, die Galerie zu finanzieren. Nachdem von März bis Juli 1961 neben ersten Ausstellungen und Performances auch Konzerte unter dem Titel Musica Antiqva et Nova veranstaltet worden waren, war wegen geringen Zulaufs die Finanzierung nicht mehr gewährleistet, und die Galerie wurde im August 1961 geschlossen. George Maciunas ändert seinen Namen von Jurgis zu George.

### Erste Fluxus-Veranstaltungen

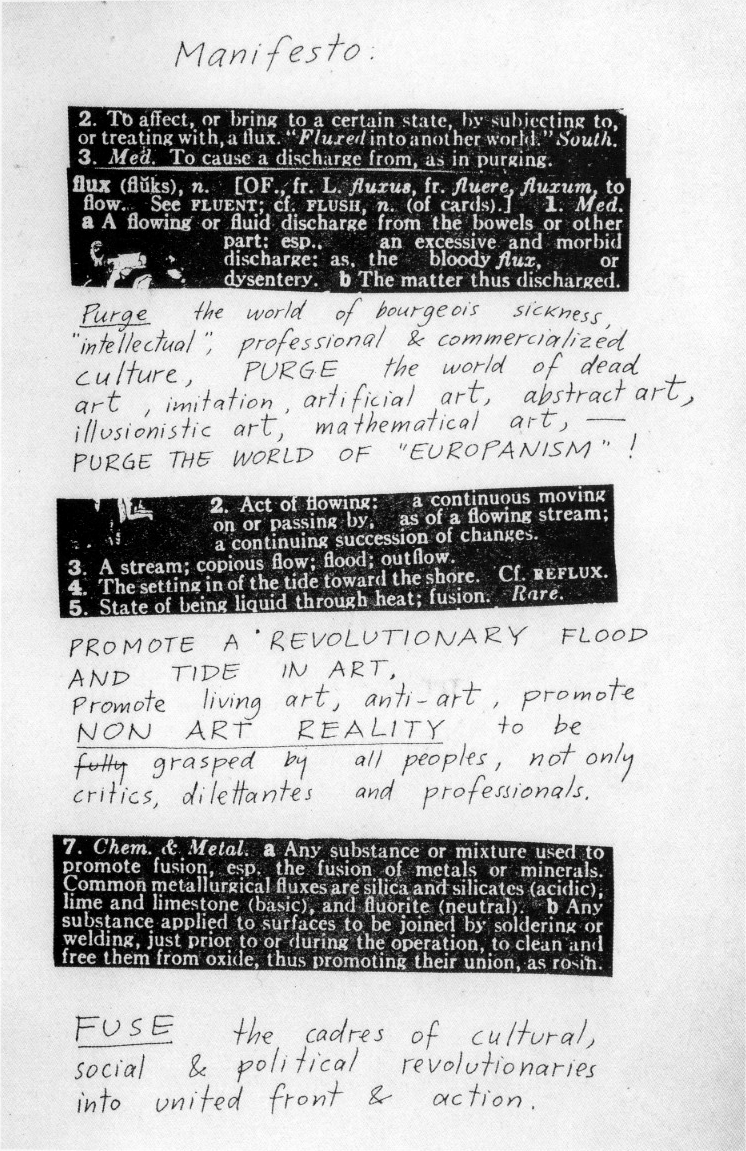
Manifesto, Festum Fluxorum Fluxus, Düsseldorf, Februar 1963

Im Jahre 1961 nahm Maciunas in New York zusammen mit George Brecht, Al Hansen und Allan Kaprow an den ersten Happenings teil und fertigte im September desselben Jahres Layouts für La Monte Youngs An Anthology. Im Herbst ging Maciunas mit seiner Mutter nach Wiesbaden, wo er als Zivilangestellter und Graphiker bei der US Air Force arbeitete. In Wiesbaden gründete er die Fluxus-Gruppe und machte Bekanntschaft mit den wichtigsten Künstlern der Avantgarde in Deutschland und Frankreich.
Im September 1962 folgte die Konzertreihe Fluxus – Internationale Festspiele Neuester Musik bestehend aus 14 Aufführungen im Hörsaal des Städtischen Museums in Wiesbaden, die als erste Fluxus-Veranstaltungen angesehen werden. Die wichtigsten Teilnehmer waren neben Maciunas Nam June Paik, Dick Higgins, Wolf Vostell, Emmett Williams und die Komponisten Karlheinz Stockhausen und John Cage. Darauf fanden sechs Konzerte in der Nikolai-Kirche in Kopenhagen und sieben Konzerte am Centre American des Artistes in Paris statt. Im Februar 1963 veröffentlichte er das Fluxus-Manifest für das Fluxus-Festival FESTUM FLUXORUM FLUXUS, das von Joseph Beuys in der Aula der Kunstakademie Düsseldorf organisiert wurde.
1966 veröffentlichte er mit USA Surpasses All The Genocide Records! ein Poster mit einer verfremdeten Flagge der Vereinigten Staaten, in dem die weißen Sterne durch Totenköpfe ersetzt waren, und die roten Streifen durch rote Texte ersetzt wurden die „Völkermord-Rekorde“ auflisteten, beginnend mit der Titelbehauptung und „Kublai Khan massakriert 10% in Nahen Osten“ über „Spanien massakriert 10% der amerikanischen Indianer“, über Prozentwerte zu Stalins Großer Terror und der Naziherrschaft und bis „U.S.A. massakriert 6,5% Südvietnamesen & 75% der amerikanischen Indianer“, mit abschließender „Fußnote“: „für Berechnungen und Referenzen schreiben an Postfach 180, 10013 New York“. John Lennon und Yoko Ono posierten vor dem Werk.
Maciunas verfasste zahlreiche Dokumentationen und sammelte und ordnete Artefakte zur Fluxuskunst. Wichtige Teile davon befinden sich in der Staatsgalerie Stuttgart und im Museum Wiesbaden.

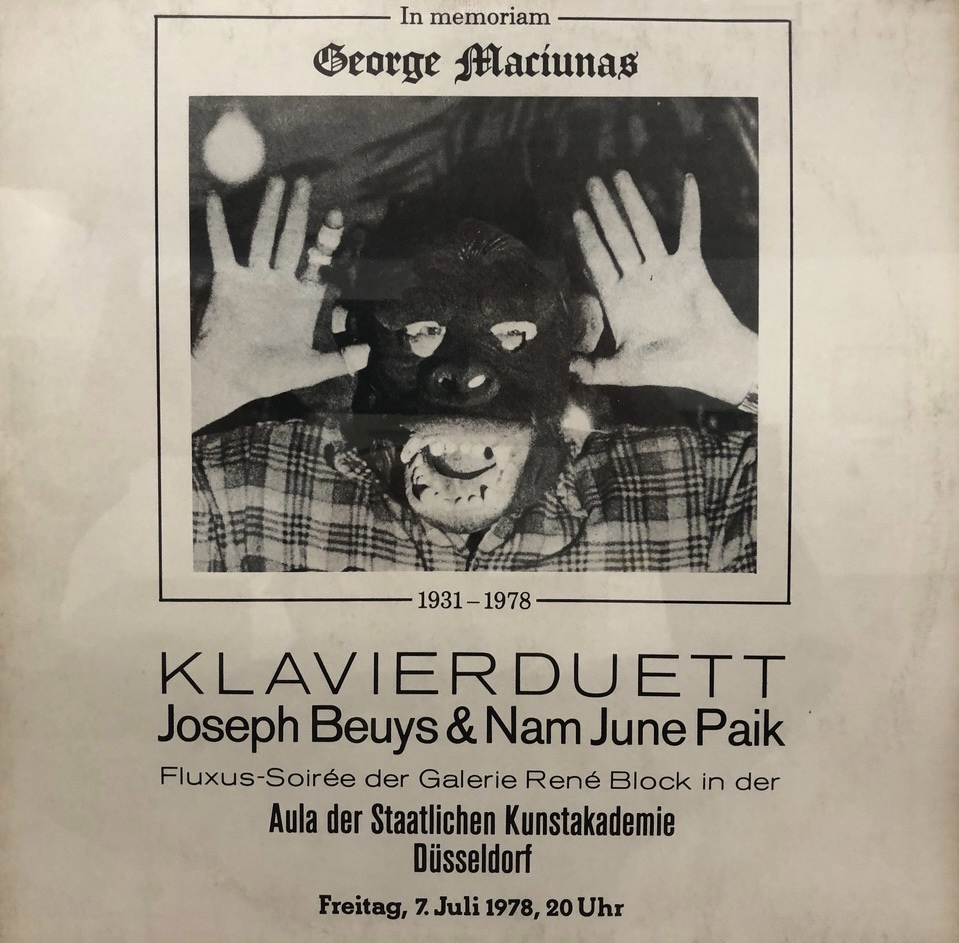
Plattencover Joseph Beuys, Nam June Paik – Fluxus-Soiree (1978)

### Späte Jahre
Nachdem ihn die US-Army wegen häufiger Krankheit entlassen hatte, kehrte er im September 1963 nach New York zurück. Ab 1965 traten die Veranstaltungen in den Hintergrund, stattdessen fertigte Maciunas zahlreiche Multiples und Fluxus-Publikationen an. Im Jahr 1966 gründete Maciunas die Fluxhouse Cooperative Building Projects, eine gemeinnützige Kooperative zur Finanzierung von Lofts in SoHo. Er kaufte hierfür mehrere Häuser in New York mit dem Ziel Künstlern, Filmemachern und Tänzern zu helfen, adäquate Arbeits- und Lebensräume zu vermitteln.
1975, nachdem er von einem Handwerker angegriffen wurde, wobei er ein Auge verlor, zog er nach New Marlborough, Massachusetts. Im Sommer 1977 erkrankte Maciunas an Krebs. Im Februar 1978 heiratete er die Dichterin Billie Hutching. Drei Monate später starb er am 9. Mai im University Hospital in Boston. Die Beerdigung fand am 11. Mai 1978 auf dem Fresh Pond Crematory, Queens in New York statt.

### Posthum
Am 7. Juli 1978 gaben Joseph Beuys und Nam June Paik in der Aula der Staatlichen Kunstakademie Düsseldorf ein Klavierduett („Fluxus Soirée“) „In memoriam“ George Maciunas. Maciunas starb im Alter von 47 Jahren. In Umkehrung dieser Zahlen war die Dauer des Klavierduetts für 74 Minuten geplant. Das Ende dieses denkwürdigen Abends wurde durch einen Wecker bestimmt, der auf 21:14 Uhr gestellt war.

## Einzelausstellungen
- 1992: George Maciunas – Fluxus, Galerie und Edition Hundertmark, Köln
- 1996: Stiftung Starke, Berlin
- 1999: Gallery Susan Inglett, New York
- 2001: Art in General, New York
- 2003: George Maciunas, Kunstbibliothek, Staatliche Museen zu Berlin – Preußischer Kulturbesitz, Berlin
- 2006: George Maciunas´ Learning Machines – Von der Kunstgeschichte bis zur Fluxus-Chronologie, Kunstsammlung der Ungarischen Akademie der Wissenschaften, Budapest
- 2007: George Maciunas – Der Traum von Fluxus, Kunsthalle Bielefeld / Fluxus – Multiple Strategies – Joseph Beuys, George Maciunas, Busch-Reisinger Museum, Harvard University Art Museums, Cambridge, Massachusetts

## Werke (Auswahl)
- 1962–1964: Flux Year Box / Flux 1, Holzkasten, 5,9 × 24,3 × 21,6 cm, darin Buch mit gefächerten Seiten. In den gefächerten Seiten stecken Buch-Events, Objekte, Kompositionen und Essays verschiedener Fluxus-Künstler, Multiple, Edition Fluxus (George Maciunas, New York).
- 1963: Preview/Review Fluxus, achtteiliges, beidseitig bedrucktes Leporello mit Vor- und Rückschau von Fluxus-Aktionen und Publikationen, Edition Fluxus (George Maciunas, New York).
- 1964: Flux Chess with Grinders, Schachbrett: aufklappbarer Holzkasten, 7 × 17 × 17 cm; Schachfiguren: Schleifsteinsätze.
- 1966: USA Surpasses All The Genocide Records!, Poster mit den Farben Rot, Weiß und Blau des Banners der USA, Offset auf weißem Papier, 54 × 88 cm. online

## Filme über George Maciunas
George. Jeffrey Perkins, USA, 2018